# Johnny Posewitz
John Anton Posewitz, detto Johnny (Sheboygan, 9 agosto 1906 – Sheboygan, 11 aprile 1994), è stato un cestista statunitense, professionista nella NBL.
Era il fratello di Scoop Posewitz.

## Carriera
Giocò per tre stagioni nella NBL, disputando complessivamente 37 partite con 2,4 punti di media.